# Спиридонівська вулиця (Одеса)
Спиридонівська вулиця — вулиця в Одесі, в історичній частині міста, від площі Віри Холодної до вулиці Асташкіна.

## Історія

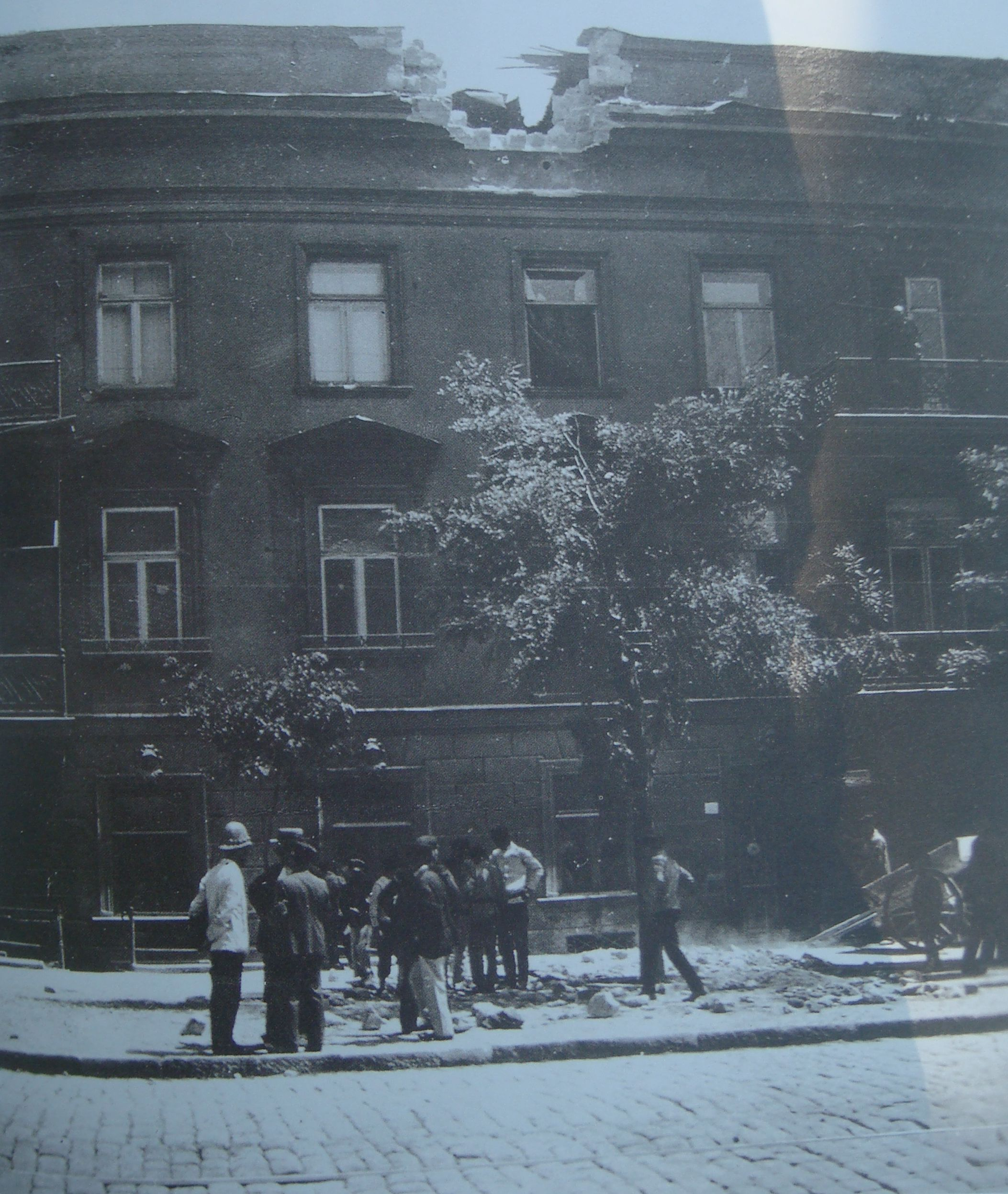
Один із снарядів, випущених броненосцем «Потьомкін», було зруйновано горище прибуткового будинку Фельдмана, вулиця Ніжинська 71, кут Спиридонівської

О 5 годині вечора 16 червня 1905 року Одесу потрясли корабельні гарматні постріли — це відкрили вогонь потьомкінці, які вирішили налякати владу. Було зроблено три холостих, потім — два бойових постріли по Воронцовському палацу і Міській думі. Однак через дії старшого сигнальника Веденмєєра снаряди в ціль не потрапили. Один розірвався на Бугаївці, а інший — в центрі міста, на розі Спиридонівської і Ніжинської вулиць.
У 1934—1995 роках вулиця Горького. У 1995 році вулиці повернуто історичну назву — Спиридонівська.

## Архітектура
На Спиридонівській вулиці, 8 знаходиться прибутковий будинок А. В. Вікторова — пам'ятка архітектури місцевого значення в Одесі на у стилі неоготика.

## Відомі жителі
- Будинок № 2 — Григорій Котовський (1919 рік, меморіальна дошка).
- Кут з Ковальською вулицею — Анна Ахматова[2]

## Галерея

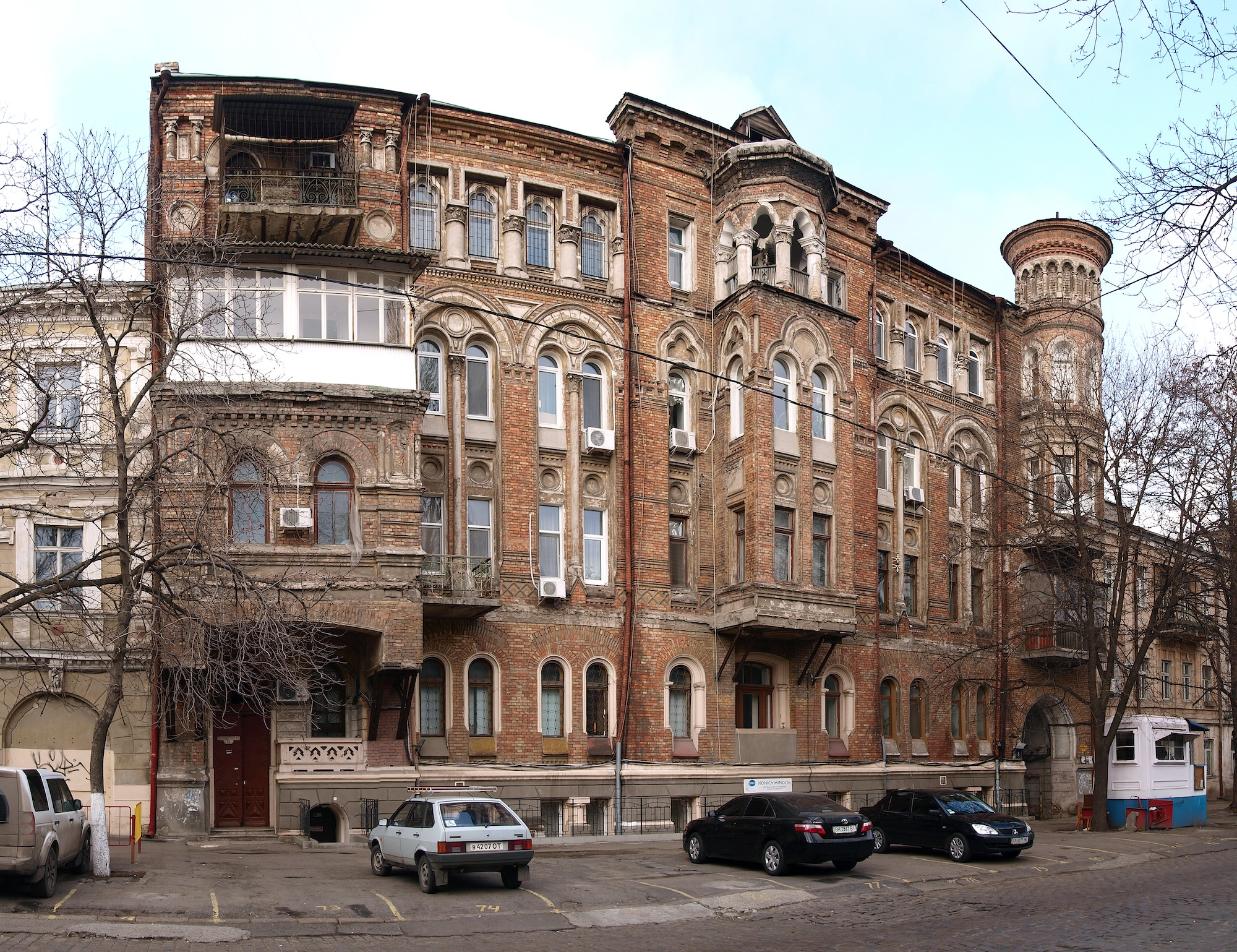
прибутковий будинок А. В. Вікторова